# Amblyomma triste
Amblyomma triste es una especie de garrapata dura del género Amblyomma, subfamilia Amblyomminae. Fue descrita científicamente por Koch en 1844 en Montevideo, Uruguay.
Se distribuye por Venezuela, Argentina, Brasil, Colombia, Perú y Uruguay. Se sabe que es un vector de enfermedades y bacterias, con varios reportes de picaduras a humanos. Esta especie ha afectado a los humanos en zonas y áreas rurales y suburbanas.